# Podogaster townesi
Podogaster townesi là một loài tò vò trong họ Ichneumonidae.